# 得特宮

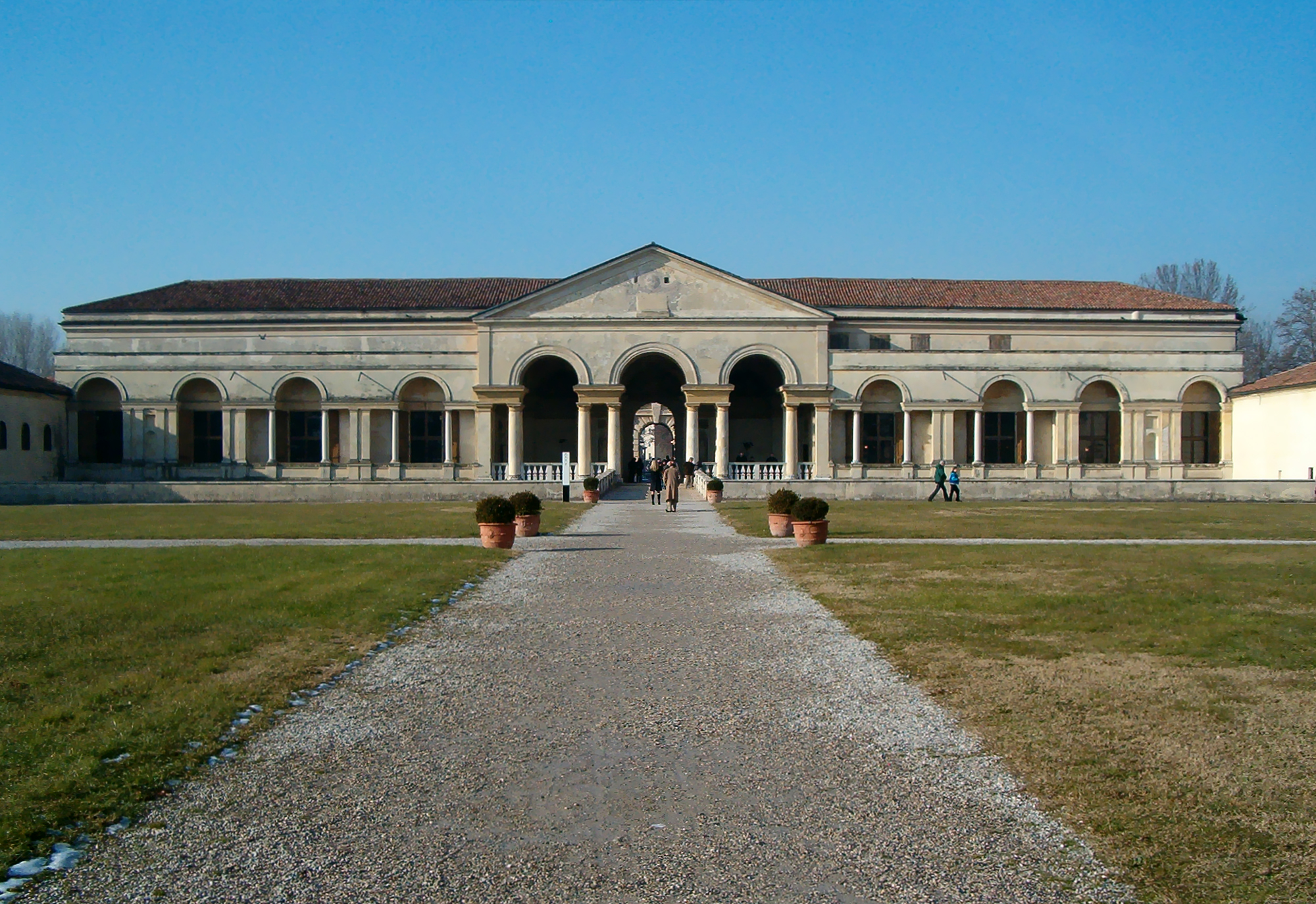
得特宮

得特宮（義大利語：Palazzo del Te）是位於義大利曼托瓦的一座宮殿建築。得特宮修建於1524年至1534年期間，由拉斐爾的門徒朱利奧·羅馬諾設計。1630年時，宮殿曾遭到洗劫。現在得特宮的部分房間作為博物館對外開放。
- 巨人室（Sala dei Giganti）

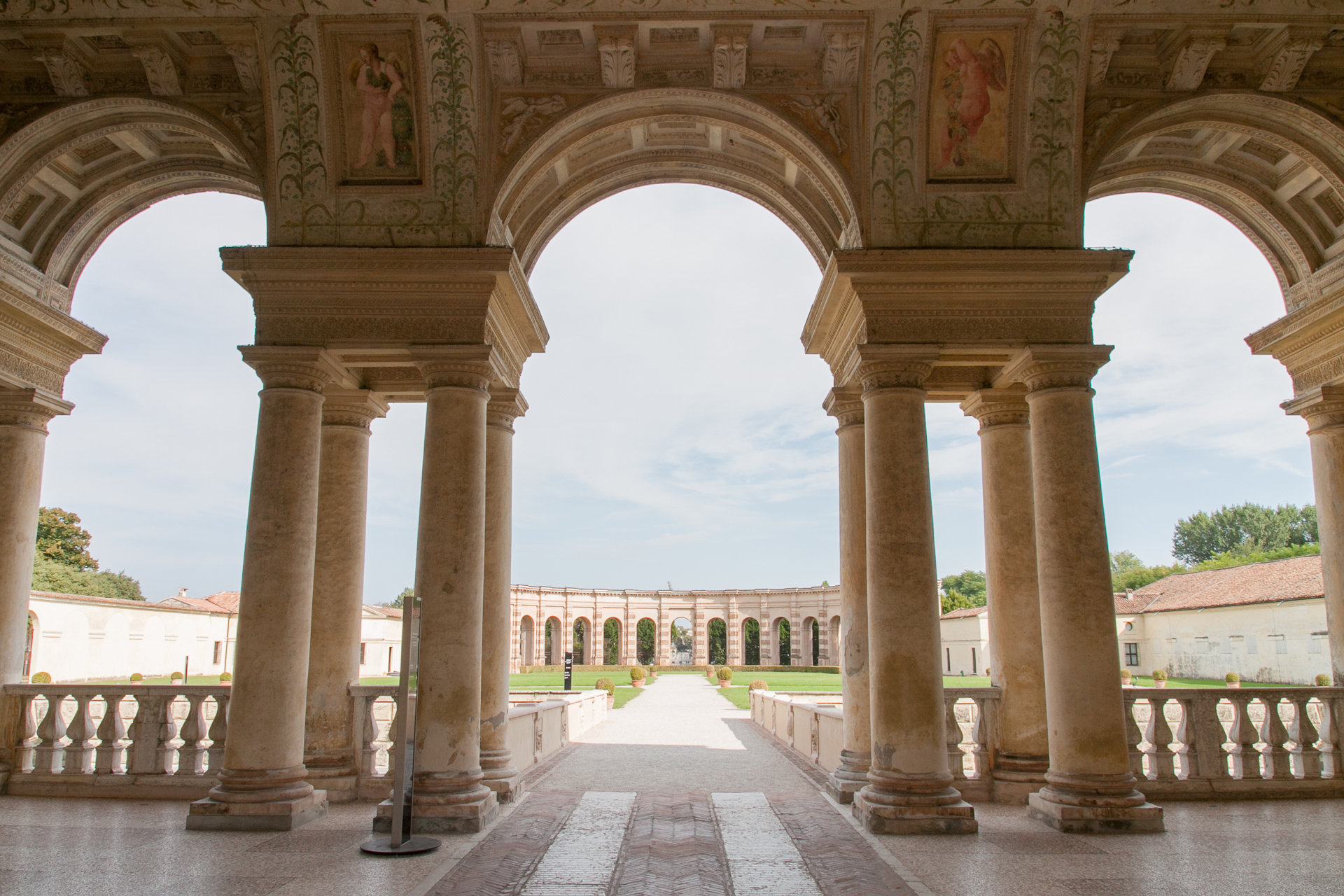

- 普赛克室（Sala di Amore e Psiche）：西墙：丘比特和普赛克的宴会；北墙：维纳斯和马尔斯共浴：南墙：众神的盛宴。
- 马室（Sala dei cavalli）：
- 日月室（Sala del Sole e della Luna）：穹顶：太阳和月亮的战车
- 鹰室（Sala delle Aquile）
- 皇帝室（Sala degli Imperatori）
- 黄道室（Sala dei Venti o dello zodiaco）
- 浅浮雕室和凯撒室（Sala dei bassorilievi e Sala dei Cesari）
- 大卫凉廊（Loggia d'onore o di Davide）

|                    |  |  |
| 得特宫巨人厅天花板 |  |  |